# Test de atención d2
El Test de Atención d2 es una prueba estandarizada para valorar la atención.

## Conceptos implicados y uso
Elaborado por Brickenkamp y Zillmer en 1981, El test d2 que trata de medir la capacidad de atención sostenida y selectiva. 
Ofrece una medida concisa de la velocidad de procesamiento, la atención selectiva y la concentración mental, mediante una tarea consistente en realizar una búsqueda selectiva de estímulos relevantes. Una buena concentración requiere un funcionamiento adecuado de la motivación y del control de la atención. 
La atención selectiva y la concentración mental se reflejan en tres componentes del d2:
- Velocidad o cantidad de trabajo, que se refiere al número de estímulos que se han procesado en un determinado tiempo (un aspecto de la motivación o intensidad de atención).
- Calidad de trabajo, que se refiere al grado de precisión que está inversamente relacionado con la tasa de errores (un aspecto del control de la atención).
- Relación entre la velocidad y la precisión de la actuación, lo que permite establecer conclusiones tanto sobre el comportamiento como sobre el grado de actividad, la estabilidad y la consistencia, la fatiga y la eficacia de la inhibición atencional.

Los niños con TDAH suelen presentar bajo rendimiento en atención sostenida, errores de omisión y comisión y alta variabilidad en sus respuestas.

## Descripción
El test consta de 14 líneas, cada una de las cuales aparece la letra d de modo repetido, intercalada con la p. Algunas grafías van acompañadas de una o dos líneas cortas, situadas en distintas posiciones alrededor de las grafías. El sujeto debe marcar cada letra d que tenga dos rayitas repartidas en cualquier posición. El sujeto dispone de 20 segundos para realizar cada línea. Una vez pasado este tiempo, debe cambiar inmediatamente a la siguiente línea.
Esta tarea exige que el sujeto mantenga la atención de forma sostenida durante 4 minutos y 40 segundos. En este tiempo, debe seleccionar los estímulos relevantes e inhibir los irrelevantes.

## Aplicación
De administración individual o colectiva, se tarda de 8 a 10 minutos en aplicarlo. 
Pensado para personas a partir de los 8 años de edad, hasta los 88 años.